# Constitución de Bangladés
La Constitución de la República Popular de Bangladés es el documento constitucional de Bangladés.  Fue adoptado en 16 de diciembre de 1972, por parte del Comité de Redacción de la Constitución. Proporciona la labor de los bangladesíes, con un gobierno parlamentario, derechos humanos y libertades, poder judicial independiente, gobierno democrático local y burocracia nacional. Incluyendo las referencias de la Democracia, la Religión islámica, el Socialismo y la Lengua bengalí.